# John Moelaert
John Moelaert, né le 14 janvier 1943 à Bruges et mort le 8 mars 2023, est un ancien joueur et entraîneur de football belge, qui évoluait comme défenseur. Il commence sa carrière en 1962 au Cercle de Bruges, passe ensuite chez l'"ennemi" du FC Bruges. En 1972, il devient joueur-entraîneur à Harelbeke, poste qu'il occupe dans plusieurs clubs par la suite. Il entraîne plusieurs équipes de Flandre Occidentale jusqu'à sa retraite complète en 1995.

## Carrière

### Joueur
Formé au Concordia Sport Bruges puis au Cercle de Bruges, John Moelaert commence sa carrière le 23 décembre 1962, lors d'un match opposant le Cercle à l'Antwerp. La saison suivante, il s'impose comme titulaire au poste d'arrière gauche, qu'il conserve jusqu'en 1966. Cette année-là, le Cercle termine dernier du championnat. Mais en plus d'une rétrogradation sportive, il subit une rétrogradation administrative pour tentative de corruption, et se retrouve donc en Division 3. Tous les meilleurs joueurs du Cercle sont recrutés par d'autres équipes, et Moelaert ne fait pas exception. Il est transféré par le rival ancestral, le FC Bruges.
Il devient rapidement une valeur sûre à l'arrière gauche chez les Blauw & Zwart. Il remporte la première Coupe de Belgique de l'Histoire du Club en 1968. Il est régulièrement aligné dans le onze de départ, et participe à plusieurs campagnes européennes, jouant 13 matches dans les compétitions continentales. Il termine également cinq fois vice-champion de Belgique, trois fois derrière Anderlecht et deux fois derrière le Standard de Liège. La saison 1971-1972 est plus délicate pour lui, qui se voit relégué sur le banc des réservistes. 

### Entraîneur
Durant l'été 1972, John Moelaert décide d'arrêter le football professionnel, et rejoint le KRC Harelbeke, club évoluant en première provinciale de Flandre-Occidentale, comme joueur-entraîneur. Après deux saisons, il permet au club de remonter en Promotion. En 1974, il est engagé comme joueur-entraîneur par l'Eendracht Aalter, également en Promotion. Mais après deux saisons, le club est relégué vers les séries provinciales, et Moelaert quitte le club pour Wevelgem, où il dispute une saison comme joueur-entraîneur, la dernière pendant laquelle il cumule les deux fonctions.
En 1977, John Moelaert est nommé entraîneur du Sporting Beernem. Après une saison, il déménage au KSV Jabbeke. Il reste dans ce club jusqu'en 1984, quand il rejoint l'Eendracht De Haan. En 1988, il devient l'entraîneur de l'Excelsior Zedelgem. Il y reste trois saisons avant de revenir à l'Eendracht De Haan en 1991. En 1995, âgé de 62 ans, il décide de se retirer du monde du football.

### Statistiques par saison
| Saison    | Club          | Pays  | Compétition       | Matches | Buts  |
| --------- | ------------- | ----- | ----------------- | ------- | ----- |
| 1962-1963 | Cercle Bruges |       | Division 1        | 6       | ?     |
| 1963-1964 | Cercle Bruges |       | Division 1        | 25      | ?     |
| 1963-1964 | Cercle Bruges |       | Coupe de Belgique | 3       | ?     |
| 1964-1965 | Cercle Bruges |       | Division 1        | 29      | ?     |
| 1964-1965 | Cercle Bruges |       | Coupe de Belgique | 3       | ?     |
| 1965-1966 | Cercle Bruges |       | Division 1        | 25      | ?     |
| 1965-1966 | Cercle Bruges |       | Coupe de Belgique | 1       | ?     |
| 1966-1967 | FC Bruges     |       | Division 1        | 19      | 0     |
| 1967-1968 | FC Bruges     |       | Division 1        | 23      | 0     |
| 1968-1969 | FC Bruges     |       | Division 1        | 19      | 0     |
| 1969-1970 | FC Bruges     |       | Division 1        | 24      | 0     |
| 1970-1971 | FC Bruges     |       | Division 1        | 22      | 1     |
| 1971-1972 | FC Bruges     |       | Division 1        | 5       | 0     |
| TOTAL     | TOTAL         | TOTAL | TOTAL             | 217     | 1 (?) |

### Palmarès
- Vainqueur de la Coupe de Belgique en 1968 avec le FC Bruges.